# Ансур Фернандес
Ансу́р Ферна́ндес (ісп. Ansur Fernández; пом. після 3 квітня 945) — граф Монсона й обраний граф Кастилії у першій половині X століття.

## Життєпис
Був сином графа Кастилії Фернандо Ансуреса. Вперше згадується в хартії свого батька від 4 березня 921 року. 929 він як свідок підписав хартію, видану графом Фернаном Гонсалесом монастирю Санта-Марія-де-Лара. Відповідно до іспансько-мусульманської хроніки Ібн Хайяна 932 року разом з графом графом Сальданьї підбурив заколот проти короля Леону Раміро II, але потім примирився з королем і 939 року, за свідченням іспанських анналів, брав участь у розгромі маврів при Сіманкасі.
Від того часу Ансур Фернандес став одним з найбільш наближених до Раміро II осіб. За згоди короля він отримав у володіння графство Монсон (головне місто — Монсон-де-Кампос) і 943 року заселив Пеньяф'єль. Це спричинило невдоволення графів Кастилії Фернана Гонсалеса й Сальданії Дієго Муньйоса, розширення володінь яких на південь відтоді було обмежено графством Ансура Фернандеса. Фернан Гонсалес і Дієго Муньйос почали готувати заколот проти короля Леону, втім 944 року їхню змову викрили, обох графів за наказом короля схопили та позбавили володінь. Новим графом Кастилії Раміро II призначив свого неповнолітнього сина Санчо, якого вперше було названо графським титулом у хартії від 8 травня 944 року. Його опікуном був призначений Ансур Фернандес, однак невдовзі з невідомих причин Санчо втратив графство, хоч і продовжував жити в столиці Кастилії, місті Бургос. Титул графа Кастилії отримав сам Ансур Фернандес. Перша хартія, підписана ним в якості графа, датована 23 серпня, остання — 1 грудня 944 року. Навесні 945 року король Леону Раміро II примирився з Фернаном Гонсалесом і Дієго Муньйосом та повернув їм їхні володіння. Фернан Гонсалес згадується як граф Кастилії вже у хартії від 22 квітня того року. Втративши Кастилію, Ансур Фернандес повернувся до свого графства Монсон, але залишався відданим васалом короля Леона.
Востаннє Ансур Фернандес згадується 3 квітня 945 року, коли, вже не маючи титулу графа Кастилії, він підписав як свідок хартію, надану королем Раміро II монастирю в Саагуні. Про подальшу його долю відомостей немає. Наступником Ансура Фернандеса в графстві Монсон став його старший син Фернандо Ансурес.

## Родина
Граф Ансур Фернандес був одружений з Готроною, дочкою графа Нуньйо Веласкеса. Від того шлюбу народились:
- Фернандо Ансурес (пом. після 23 квітня 978) — граф Монсона
- Овеко (пом. після 28 січня 945)
- Муньйо (або Нуньйо) (пом. після 945)
- Гутьєр
- Гонсало (пом. після 15 травня 984)
- Тереза (пом. після 997) — не пізніше 26 квітня 960 року була одружилася з королем Леону Санчо I Товстим.